# Campeonato Sul-Americano de Atletismo Juvenil de 1979
O Campeonato Sul-Americano de Atletismo Juvenil de 1979 foi a 6ª edição da competição de atletismo organizada pela CONSUDATLE, para atletas com até 17 anos, classificados como juvenil. O evento foi realizado na cidade de Cochabamba, na Bolívia, entre 3 e 5 de agosto de 1979. Contou com a presença de aproximadamente 113 atletas de cinco nacionalidades distribuídos em 32 provas.

## Medalhistas
Esses foram os resultados do campeonato. Resultados completos podem ser encontrados no site "World Junior Athletics History". 

### Masculino
| Evento                      | Ouro                                                                    | Ouro    | Prata                                                                          | Prata    | Bronze                                                                   | Bronze   |
| --------------------------- | ----------------------------------------------------------------------- | ------- | ------------------------------------------------------------------------------ | -------- | ------------------------------------------------------------------------ | -------- |
| 100 metros                  | Carlos García (BOL)                                                     | 10.8A   | Robson José Maia da Silva (BRA)                                                | 11.0A    | Romeu Emigdio (BRA)                                                      | 11.2A    |
| 200 metros                  | Douglas Murillo (VEN)                                                   | 22.3A   | Carlos García (BOL)                                                            | 22.4A    | Robson José Maia da Silva (BRA)                                          | 22.6A    |
| 400 metros                  | Joaquim Cruz (BRA)                                                      | 48.3A   | Douglas Murillo (VEN)                                                          | 48.6A    | Oswaldo Zea (VEN)                                                        | 50.6A    |
| 800 metros                  | Joaquim Cruz (BRA)                                                      | 1:58.6A | Aaron Phillips (VEN)                                                           | 2:02.4A  | Robinson Parra (VEN)                                                     | 2:03.4A  |
| 1 500 metros                | Joaquim Cruz (BRA)                                                      | 4:15.5A | Carlos Oliveira (BRA)                                                          | 4:22.9A  | Robinson Parra (VEN)                                                     | 4:23.7A  |
| 3 000 metros                | Eduardo Arias (BOL)                                                     | 9:58.2A | Eduardo Quincho (PER)                                                          | 10:00.2A | Dartel Ferreira (BRA)                                                    | 10:05.6A |
| 110 metros barreiras        | César Lugo (VEN)                                                        | 15.3A   | Nelio Moura (BRA)                                                              | 15.4A    | Wilmer Pérez (VEN)                                                       | 15.6A    |
| 300 metros barreiras        | José Dantas (BRA)                                                       | 40.5A   | Nelio Moura (BRA)                                                              | 40.8A    | Wilmer Pérez (VEN)                                                       | 41.5A    |
| 1.500 metros com obstáculos | Josevandro Souza (BRA)                                                  | 4:57.4A | Dartel de Lima (BRA)                                                           | 4:57.7A  | Pedro Paz (BOL)                                                          | 5:03.3A  |
| 4×100 metros estafetas      | Brasil · Robson José Maia da Silva · Romeu Emigdio · Akitisi · de Souza | 43.1A   | Bolívia · Rommy Fischer · Marcelo Rejas · J. Taira · Carlos García             | 43.4A    | Venezuela · Oswaldo Zea · Solano · Enrique Villasana · Victor Carrasquel | 44.4A    |
| 4×400 metros estafetas      | Brasil · Joaquim Cruz · E. Paulo · Carlos Oliveira · Erivaldino Souza   | 3:24.7A | Venezuela · Douglas Murillo · Oswaldo Zea · Aaron Phillips · Victor Carrasquel | 3:28.6A  | Bolívia · J. Taira · F. Vaca · Gabriel Mariaca · G. Julian               | 3:34.4A  |
| Salto em altura             | Milton Riitano Francisco (BRA)                                          | 1.90A   | Javier Goriyo (PER)                                                            | 1.70A    | Ricardo Falconi (PER)                                                    | 1.70A    |
| Salto em comprimento        | José Florêncio da Silva (BRA)                                           | 6.93A   | João Batista Dias (BRA)                                                        | 6.82A    | José Torres (VEN)                                                        | 6.42A    |
| Salto triplo                | Nelio Moura (BRA)                                                       | 14.16A  | José Florêncio da Silva (BRA)                                                  | 13.78A   | Darío Peralta (PAR)                                                      | 13.12A   |
| Arremesso de peso           | Leonardo Rodríguez (VEN)                                                | 14.37A  | João Caversan (BRA)                                                            | 14.29A   | Eliomar Pando (BRA)                                                      | 12.86A   |
| Lançamento de disco         | Heliomar Pando (BRA)                                                    | 43.92A  | Leonardo Rodríguez (VEN)                                                       | 43.52A   | João Caversan (BRA)                                                      | 40.72A   |
| Lançamento do martelo       | Marcos Frustockl (BRA)                                                  | 56.58A  | Carlos Cúneo (PER)                                                             | 38.58A   | Darío Peralta (PAR)                                                      | 25.50A   |
| Lançamento do dardo         | Washington Espínola (BRA)                                               | 44.88A  | Leonardo Rodríguez (VEN)                                                       | 43.22A   | Darío Peralta (PAR)                                                      | 42.44A   |
| Hexatlo                     | Ricardo de Campos (BRA)                                                 | 3532A   | Javier Gordillo (PER)                                                          | 3308A    | José Torres (VEN)                                                        | 3171A    |

### Feminino
| Evento                 | Ouro                                                                 | Ouro    | Prata                                                                               | Prata   | Bronze                                                                   | Bronze  |
| ---------------------- | -------------------------------------------------------------------- | ------- | ----------------------------------------------------------------------------------- | ------- | ------------------------------------------------------------------------ | ------- |
| 100 metros             | Sueli Machado (BRA)                                                  | 12.0A   | Maria Inês Simões (BRA)                                                             | 12.1A   | Brigitte Winter (PER)                                                    | 12.4A   |
| 200 metros             | Sueli Machado (BRA)                                                  | 24.8A   | Maria Inês Simões (BRA)                                                             | 25.1A   | Belkis Subero (VEN)                                                      | 26.0A   |
| 400 metros             | Cláudia Adolfo (BRA)                                                 | 58.0A   | Belkis Subero (VEN)                                                                 | 58.9A   | Carla Giussani (BOL)                                                     | 59.6A   |
| 800 metros             | Cláudia Adolfo (BRA)                                                 | 2:25.3A | Marisa da Silva (BRA)                                                               | 2:26.7A | Ester Villegas (BOL)                                                     | 2:26.7A |
| 80 metros barreiras    | Maria de Jesus (BRA)                                                 | 12.6A   | Gloria Loayza (PER)                                                                 | 12.8A   | Patricia Sánchez (PER)                                                   | 13.8A   |
| 4×100 metros estafetas | Peru · Brigitte Winter · Connie Basurco · Panizo · Rosario Heredia   | 49.2A   | Venezuela · Sorellis Bohorquez · Griseria Palacios · Yusela Sánchez · Belkis Subero | 49.8A   | Brasil · Sueli Machado · Machado · Maria da Conceiçao · Maria Simões     | 52.5A   |
| 4×400 metros estafetas | Brasil · Cláudia Adolfo · Maria Simões · Sueli Machado · S. de Souza | 4:00.0A | Venezuela · Yaneth Carvajal · Chirinos · Dora Medina · Belkis Subero                | 4:20.3A | Peru · Monica Sánchez · Gloria Loayza · Rosario Heredia · Connie Basurco | 4:30.5A |
| Salto em altura        | Liliana Lohmann (BRA)                                                | 1.50A   | Sheila Mori (PER)                                                                   | 1.50A   | Ana Cristina Bordón (PAR)                                                | 1.45A   |
| Salto em comprimento   | Sorelis Bohórquez (VEN)                                              | 5.71A   | Tania Sangronis (VEN)                                                               | 5.51A   | Cláudia da Costa (BRA)                                                   | 5.48A   |
| Arremesso de peso      | Mara Misson (BRA)                                                    | 11.56A  | Luz Bohórquez (VEN)                                                                 | 11.35A  | Solange Reimundo (BRA)                                                   | 10.10A  |
| Lançamento de disco    | Josiany Gambi (BRA)                                                  | 37.38A  | Yunaira Piña (VEN)                                                                  | 36.62A  | Solange Reimundo (BRA)                                                   | 34.94A  |
| Lançamento do dardo    | Yunaira Piña (VEN)                                                   | 38.86A  | Magnolia Corrêa (BRA)                                                               | 34.96A  | Hanny Basurco (PER)                                                      | 29.94A  |
| Pentatlo               | Liliana Lohmann (BRA)                                                | 3025A   | Maria de Jesus (BRA)                                                                | 2918A   | Milka Murdoch (PAR)                                                      | 2648A   |

## Quadro de medalhas (não oficial)
| Ordem | País      | Medalha de ouro | Medalha de prata | Medalha de bronze | Total |
| ----- | --------- | --------------- | ---------------- | ----------------- | ----- |
| 1     | Brasil    | 24              | 13               | 9                 | 46    |
| 2     | Venezuela | 5               | 11               | 9                 | 25    |
| 3     | Bolívia   | 2               | 2                | 4                 | 8     |
| 4     | Peru      | 1               | 6                | 5                 | 12    |
| 5     | Paraguai  | 0               | 0                | 5                 | 5     |

## Participantes (não oficial)
Uma contagem não oficial produziu o número de 113 atletas de 5 nacionalidades. Lista detalhada dos resultados podem ser encontradas no site "World Junior Athletics History" 
| - Bolívia (16) - Brasil (37) | - Paraguai (4) - Peru (31) | - Venezuela (25) |